# Taranto Football Club 1927 2013-2014
Questa pagina raccoglie i dati riguardanti la Taranto Football Club 1927 nelle competizioni ufficiali della stagione 2013-2014.

## Stagione
Il Taranto, in questa stagione, viene eliminato al secondo turno di Coppa Italia di Serie D.

## Divise e sponsor
Lo Sponsor ufficiale della stagione 2013-2014 sono Birra Raffo e Masterform mentre lo sponsor tecnico è Sportika.

## Organigramma societario
Area direttiva
- Presidente: Fabrizio Nardoni
- Vicepresidente: Mario Petrelli
- Direttore sportivo: Alessandro De Solda
- Direttore Operativo:
- Segretario:

Area comunicazione
- Addetto Stampa:

Area tecnica
- Allenatore: Vincenzo Maiuri (fino al 13 ottobre 2013)
Aldo Papagni
(dal 16 ottobre 2013)
- Allenatore in seconda: Gilberto D'Ignazio
- Preparatore dei portieri: Antonio Bruno
- Preparatore atletico: Luigi Doria (fino al 13 ottobre 2013)
Sergio Musa
(dal 16 ottobre 2013)
- Magazziniere: Gaetano Visconte

Area sanitaria
- Medico sociale: Giuseppe Volpe
- Massaggiatore: Santino Simone

## Rosa
| N. |                   | Ruolo | Calciatore           |
| -- | ----------------- | ----- | -------------------- |
|    | Italia (bandiera) | P     | Luca Masserano       |
|    | Italia (bandiera) | P     | Riccardo Marani      |
|    | Italia (bandiera) | D     | Genny Russo          |
|    | Italia (bandiera) | D     | Fabio Grieco         |
|    | Italia (bandiera) | D     | Emanuele Marchitelli |
|    | Italia (bandiera) | D     | Gianfilippo Pulci    |
|    | Italia (bandiera) | D     | Marco Picascia       |
|    | Italia (bandiera) | D     | Claudio Miale        |
|    | Italia (bandiera) | D     | Fabio Prosperi       |
|    | Italia (bandiera) | D     | Procolo Caiazzo      |
|    | Italia (bandiera) | D     | Stefano Riccio       |
|    | Italia (bandiera) | D     | Carmelo Viscuso      |
|    | Italia (bandiera) | C     | Alessio Palmisano    |
|    | Italia (bandiera) | C     | Giampaolo Ciarcià    |

| N. |                         | Ruolo | Calciatore              |
| -- | ----------------------- | ----- | ----------------------- |
|    | Italia (bandiera)       | C     | Francesco Fonzino       |
|    | Italia (bandiera)       | C     | Massimo D'Angelo        |
|    | Italia (bandiera)       | C     | Giovanni Caruso         |
|    | Italia (bandiera)       | C     | Francesco Vivacqua      |
|    | Italia (bandiera)       | C     | Michele Menicozzo       |
|    | Argentina (bandiera)    | C     | Luis Edoardo Carloto    |
|    | Italia (bandiera)       | C     | Alberto Migoni          |
|    | RD del Congo (bandiera) | A     | Fidèle Muwana           |
|    | Italia (bandiera)       | A     | Francesco Mignogna      |
|    | Argentina (bandiera)    | A     | Hernàn Rodolfo Molinari |
|    | Italia (bandiera)       | A     | Cristiano Ancora        |
|    | Italia (bandiera)       | A     | Giampiero Clemente      |
|    | Italia (bandiera)       | A     | Piero Balistreri        |

## Risultati

### Serie D

#### Girone di andata
| Taranto 1 settembre 2013 1ª giornata | Taranto        | 0 – 0 referto | Real Hyria | Stadio Erasmo Iacovone\| Arbitro: \| Volpi (Arezzo) \| |
| Arbitro:                             | Volpi (Arezzo) |               |            |                                                        |

| Arbitro: | Minotti (Roma) |

|             |           |                                                     |
| Palazzo 57’ | Marcatori | 17’ Balistreri 26’ (rig.), 37’ Clemente 89’ Fonzino |

| Arbitro: | Montanari (Ancona) |

|                             |           |                 |
| Balistreri 57’ Clemente 92’ | Marcatori | 17’ Santaniello |

| Arbitro: | Schirru (Nichelino) |

|                            |           |                             |
| Croce 13’ (rig.), 38’, 75’ | Marcatori | 17’ 86’ Mignogna 87’ Ancora |

| Arbitro: | Maggioni (Lecco) |

|  |           |                         |
|  | Marcatori | 78’ Tarascio 94’Longoni |

| Arbitro: | Amabile (Vicenza) |

|                       |           |  |
| Fella 34’ Gambino 47’ | Marcatori |  |

| Arbitro: | De Remigis (Teramo) |

|              |           |            |
| Molinari 75’ | Marcatori | 89’ Polani |

| Arbitro: | Paterna (Teramo) |

|                         |           |                          |
| Fioretti 2’ Pastore 93’ | Marcatori | 26’ Ciarcià 84’ Molinari |

| Arbitro: | Mei (Pesaro) |

|             |           |  |
| Molinari 8’ | Marcatori |  |

| Arbitro: | Sprezzola (Mestre) |

|              |           |                            |
| Liccardi 47’ | Marcatori | 11’ Menicozzo 77’ Molinari |

| Arbitro: | Curti (Milano) |

|                     |           |  |
| Molinari 46’ (rig.) | Marcatori |  |

| Arbitro: | Andreani (Forlì) |

|                       |           |              |
| Oliveira 22’ Pino 37’ | Marcatori | 65’ Clemente |

| Arbitro: | De Angeli (Abbiategrasso) |

|                   |           |             |
| Molinari 15’, 85’ | Marcatori | 55’ De Toma |

| Arbitro: | Saggese (Rovereto) |

|                         |           |                             |
| ALexsic 28’ Sekkoum 40’ | Marcatori | 53’ Balistreri 84’ Molinari |

| 8 dicembre 2013 15ª giornata |  | – Turno di riposo |  |  |

| Arbitro: | Forneau (Roma) |

|                                        |           |              |
| Caiazzo 20’ Ciarcià 26’ Balistreri 45’ | Marcatori | 47’ Vitiello |

| Arbitro: | Fiorini (Frosinone) |

|            |           |              |
| Caridi 65’ | Marcatori | 50’ Mignogna |

#### Girone di ritorno
| Arbitro: | Provesi (Treviglio) |

|  |           |                           |
|  | Marcatori | 21’ Balistreri 62’ Riccio |

| Arbitro: | Pietropaolo (Modena) |

|                |           |                           |
| Balistreri 59’ | Marcatori | Laporta 33’ Carminati 86’ |

| Arbitro: | Detta (Mantova) |

|                      |           |                                                    |
| Fragiello 37’ (rig.) | Marcatori | 13’, 37’, 40’ Molinari 67’ Balistreri 80’ Clemente |

| Arbitro: | Marchese (Cosenza) |

|                                             |           |                  |
| Riccio 22’, 45’ Molinari 63’ Balistreri 77’ | Marcatori | 32’, 76’ Lacarra |

| Arbitro: | Colosimo (Torino) |

|                           |           |                     |
| Croce 5’, 40’ (rig.), 81’ | Marcatori | 47’ (rig.) Molinari |

| Arbitro: | D'Apice (Arezzo) |

|                          |           |               |
| Molinari 28’, 67’ (rig.) | Marcatori | 45’ Sicignano |

| San Severo 23 febbraio 2014 24ª giornata | San Severo         | 0 – 0 referto | Taranto | Stadio Ricciardelli\| Arbitro: \| Zingarelli (Siena) \| |
| Arbitro:                                 | Zingarelli (Siena) |               |         |                                                         |

| Arbitro: | Capasso (Firenze) |

|                |           |  |
| Balistreri 17’ | Marcatori |  |

| Arbitro: | Moraglia (Verona) |

|              |           |                            |
| El Kamch 73’ | Marcatori | 45’ Balistreri 57’ Ciarcià |

| Arbitro: | Zingrillo (Seregno) |

|                             |           |              |
| Miale 11’ Molinari 71’, 82’ | Marcatori | 27’ Esposito |

| Arbitro: | Viotti (Tivoli) |

|                                              |           |              |
| Ruggieri 21’ Tedesco 14’ (rig.) Grimaudo 40’ | Marcatori | 45’ Molinari |

| Arbitro: | Capone (Palermo) |

|              |           |  |
| Molinari 60’ | Marcatori |  |

| Arbitro: | Amabile (Vicenza) |

|  |           |                |
|  | Marcatori | 47’ Balistreri |

| Arbitro: | Fiorini (Frosinone) |

|                           |           |            |
| Molinari 41’ D'Angelo 82’ | Marcatori | 31’ Poggia |

| 17 aprile 2014 32ª giornata |  | – Turno di riposo |  |  |

| Arbitro: | Maggioni (Lecco) |

|                         |           |                          |
| Citro 32’ Iadaresta 77’ | Marcatori | 9’ Prosperi 39’ Molinari |

| Arbitro: | Andreini (Forlì) |

|                                         |           |  |
| Balistreri 10’ Molinari 20’ Carloto 89’ | Marcatori |  |

### Playoff

#### Fase a gironi
| Arbitro: | Dionisi (L'Aquila) |

|                                             |           |                            |
| Molinari rig.’ (28) Mignogna 34’ Riccio 83’ | Marcatori | 64’ Di Ronza 89’ Iadaresta |

| Arbitro: | Dionisi (L'Aquila) |

|                |           |            |
| Balistreri 44’ | Marcatori | 89’ Laneve |

#### Terzo Turno
| Arbitro: | Forneau (Roma) |

|  |           |             |
|  | Marcatori | 86’ Carteri |

### Coppa Italia Serie D

#### Primo Turno
| Arbitro: | Mazzei (Brindisi) |

|                         |           |  |
| Ancora 18’ Clemente 51’ | Marcatori |  |

#### Secondo Turno
| Arbitro: | Celentano (Torre Annunziata) |

|                         |           |              |
| Titone 46’ Logrieco 76’ | Marcatori | 28’ Prosperi |

## Statistiche

### Statistiche di squadra
| Competizione         | Punti | In casa | In casa | In casa | In casa | In casa | In casa | In trasferta | In trasferta | In trasferta | In trasferta | In trasferta | In trasferta | Totale | Totale | Totale | Totale | Totale | Totale | DR |
| Competizione         | Punti | G       | V       | N       | P       | Gf      | Gs      | G            | V            | N            | P            | Gf           | Gs           | G      | V      | N      | P      | Gf     | Gs     | DR |
| -------------------- | ----- | ------- | ------- | ------- | ------- | ------- | ------- | ------------ | ------------ | ------------ | ------------ | ------------ | ------------ | ------ | ------ | ------ | ------ | ------ | ------ | -- |
| Serie D              | 62    | 16      | 12      | 2       | 2       | 27      | 13      | 16           | 6            | 6            | 4            | 29           | 24           | 32     | 18     | 8      | 6      | 56     | 37     | 19 |
| Coppa Italia Serie D | 0     | 0       | 0       | 0       | 0       | 0       | 0       | 0            | 0            | 0            | 1            | 1            | 2            | 0      | 0      | 0      | 1      | 1      | 2      | -1 |
| Totale               | 62    | 16      | 12      | 2       | 2       | 27      | 13      | 16           | 6            | 6            | 5            | 30           | 26           | 32     | 18     | 8      | 7      | 57     | 39     | 18 |

### Andamento in campionato
| Giornata  | 1  | 2 | 3 | 4 | 5 | 6 | 7 | 8 | 9 | 10 | 11 | 12 | 13 | 14 | 15 | 16 | 17 | 18 | 19 | 20 | 21 | 22 | 23 | 24 | 25 | 26 | 27 | 28 | 29 | 30 | 31 | 32 | 33 | 34 |
| --------- | -- | - | - | - | - | - | - | - | - | -- | -- | -- | -- | -- | -- | -- | -- | -- | -- | -- | -- | -- | -- | -- | -- | -- | -- | -- | -- | -- | -- | -- | -- | -- |
| Luogo     | C  | T | C | T | C | T | C | T | C | T  | C  | T  | C  | T  | R  | C  | T  | T  | C  | T  | C  | T  | C  | T  | C  | T  | C  | T  | C  | T  | C  | R  | T  | C  |
| Risultato | N  | V | V | N | P | P | N | N | V | V  | V  | P  | V  | N  | R  | V  | N  | V  | P  | V  | V  | P  | V  | N  | V  | V  | V  | P  | V  | V  | V  | R  | N  | V  |
| Posizione | 10 | 2 | 2 | 2 | 8 | 9 | 9 | 9 | 7 | 6  | 4  | 5  | 3  | 3  | 3  | 3  | 4  | 3  | 6  | 2  | 2  | 3  | 3  | 3  | 3  | 2  | 2  | 4  | 2  | 1  | 1  | 1  | 2  | 2  |

Legenda:

Luogo: C = Casa; T = Trasferta. Risultato: V = Vittoria; N = Pareggio; P = Sconfitta.